# رومین الیجا
رومین الیجا (انگلیسی: Romain Élie؛ زادهٔ ۶ مارس ۱۹۸۵) بازیکن فوتبال اهل فرانسه است.
از باشگاه‌هایی که در آن بازی کرده‌است می‌توان به باشگاه فوتبال رویال شارلوا، باشگاه فوتبال لفسکی صوفیه، و باشگاه فوتبال نیم المپیک اشاره کرد.